# Dircenna clara
Dircenna clara är en fjärilsart som beskrevs av Johannes Karl Max Röber 1930. Dircenna clara ingår i släktet Dircenna och familjen praktfjärilar. Inga underarter finns listade i Catalogue of Life.